# Wellerismus
Wellerismus ist die international gebräuchliche Bezeichnung für ein Sagwort, beziehungsweise Beispielsprichwort oder apologetisches Sprichwort. Die Bezeichnung geht zurück auf die Romanfigur des Sam Weller in Charles Dickens’ Die Pickwickier.

## Aufbau
Ein Wellerismus besteht zumeist aus:
1. einem Sprichwort oder einer redensartlichen Äußerung
2. einem Mittelteil, in dem der Sprecher genannt wird
3. der Beschreibung der Situation, in der gesprochen wurde.

## Beispiel
a) „‚Aller Anfang ist schwer‘, sagte der Dieb, da stahl er einen Amboss.“
Dieser Aufbau ist nicht unbedingt Pflicht. Vorstellbar wäre auch folgende Erscheinungsform:
b) „Der Dieb sagte: ‚Aller Anfang ist schwer‘ und stahl einen Amboss.“
Diese Aussage ist weder falsch noch unsyntaktisch. Allerdings hat sich das in a) genannte Muster verfestigt und zeigt sich in der Mehrzahl der Wellerismen.

## Wirkung
Wie im obigen Beispiel, so entsteht bei Wellerismen im Allgemeinen durch die Einordnung des Gesagten in den Kontext eine überraschende, komische Wendung. Die im Anfangsteil gebrauchten Sprichwörter oder Redensarten werden ihrer Aussagekraft und vor allem ihres Absolutheitsanspruchs beraubt, da sie einen ironischen Gegensatz zum Handeln des „Sprechers“ bilden.